# عزيز ملياني
العقيد عزيز ملياني (بالفرنسية: Aziz Meliani)‏ (ولد في 27 فبراير 1935 في قلال ولاية سطيف، الجزائر) هو سياسي وعسكري في الجيش الفرنسي (انتهى مشواره برتبة عقيد).
نائب عمدة ستراسبورغ 1995-2000، منذ عام 2008، وهو عضو في مجلس ستراسبورغ.

## سيرة حياته

### أصله
عزيز ميلياني هو الحفيد الكبير لجندي جاء متطوعا من الجزائر، رفقة سبعة وسبعون من أفراد عشيرته يقاتلون إلى بلدية ورث للدفاع عن فرنسا وألزاس خلال الحرب الفرنسية البروسية في عام 1870، ولم يرجع سوى سبعة رجال إلى دواره.

### حياته السياسية

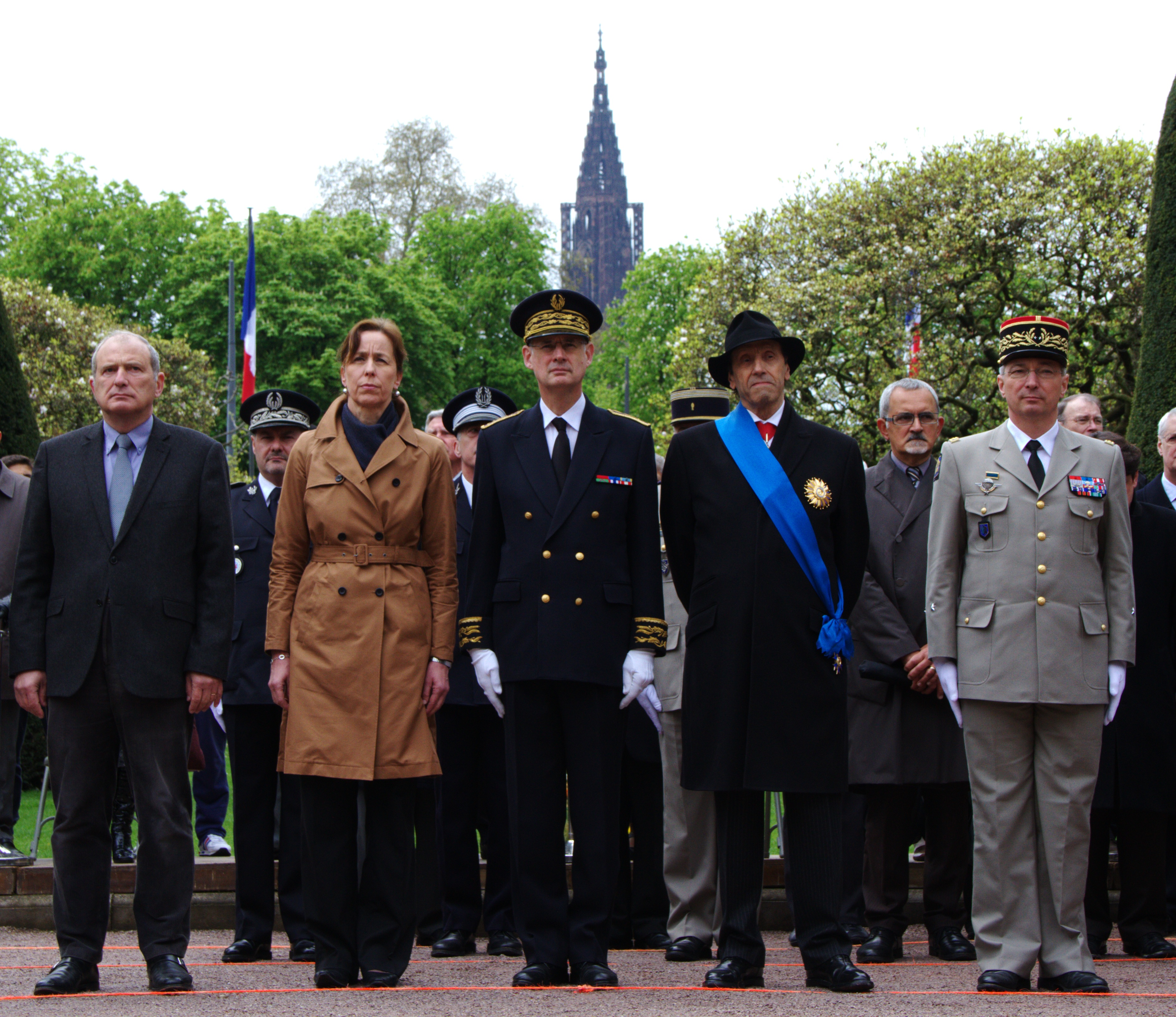
من اليسار إلى اليمين: فرانسوا لوس، نائب رئيس المجلس الإقليمي لألزاس، فابيان كيلر، عضو مجلس الشيوخ ستراسبورغ، ستيفان بيلون، حاكم منطقة الألزاس وباس رين، عزيز ملياني مجلس ستراسبورغ الجنرال إريك أوتكلوك-غيس، الحاكم العسكري لستراسبورغ خلال اليوم بمناسبة ذكرى الترحيل في ستراسبورغ في 28 أبريل 2013.

عزيز ملياني يمارس من 1987 وظائف التنفيذية المختلفة، ممثل أو مفكر في مجال الدفاع الوطني، قدامى المحاربين والعائدين:

## أوسمة
- قائد وسام جوقة الشرف.[3]
- أكبر صليب من وسام الاستحقاق الوطني.[4] شارة وضعها ميشيل روكار.[5]
- صليب القيمة العسكرية: أربعة استشهادات.

## منشورات

### مقالات
عدة مقالات في إسلام فرنسا، متطوعين، الفوج...

### تعاون
- في: اخترت فرنسا، توماس شرايبر، فرنسا الإمبراطورية،

مقابلة مع العقيد عزيز ملياني التي كتبها دانيال بيرموند (ص 291-294).

### وثائقي
- إريك بوديسال، الجزائر، ذاكريات مؤلمة.

شهادة العقيد عزيز ملياني.